# NXT TakeOver: WarGames (2018)
NXT TakeOver: WarGames (2018) foi um evento de luta livre profissional produzido pela WWE e transmitido pelo WWE Network para o seu território de desenvolvimento, o WWE NXT. Ocorreu em 17 de novembro de 2018, no Staples Center em Los Angeles, Califórnia. Este foi o vigésimo segundo evento do NXT TakeOver e o quinto a acontecer em 2018.
Cinco lutas foram contestadas no evento. No evento principal, Pete Dunne, Ricochet e War Raiders derrotaram The Undisputed Era em uma luta WarGames. No penúltimo combate, Tommaso Ciampa derrotou Velveteen Dream para reter o NXT Championship e Aleister Black derrotou Johnny Gargano.

## Antes do evento
NXT TakeOver: WarGames teve combates de luta livre profissional de diferentes lutadores com rivalidades e histórias pré-determinadas, que se desenvolveram no WWE NXT, programa do território de desenvolvimento da WWE que é transmitido pelo WWE Network. Os lutadores interpretaram um vilão ou um mocinho seguindo uma série de eventos para gerar tensão, culminando em várias lutas. NXT TakeOver é uma série de eventos de luta livre profissional que começou em 29 de maio de 2014, com o território de desenvolvimento da WWE NXT tendo seu segundo evento transmitido ao vivo pelo WWE Network chamado de NXT TakeOver. Nos meses seguintes, o nome "TakeOver" se tornou o nome usado pelo NXT e WWE para todos os especiais ao vivo do NXT. NXT TakeOver: WarGames (2018) foi o vigésimo segundo sob o banner de NXT TakeOver, e o quinto a acontecer em 2018.
No episódio de 25 de julho do NXT, Aleister Black perdeu seu NXT Championship para Tommaso Ciampa devido a uma interferência de Johnny Gargano. No episódio de 8 de agosto do NXT, Black e Gargano lutaram em um combate que acabou sem vencedor, após Ciampa atacar ambos os lutadores. Uma luta triple threat entre os três pelo título foi marcada para o NXT TakeOver: Brooklyn 4. Depois do show acabar, Black foi encontrado inconsciente no estacionamento de Full Sail Live. Com Black fora de ação depois de uma lesão na virilha, a luta foi alterada para um combate Last Man Standing entre Ciampa e Gargano, que Ciampa venceu. Na edição de 24 de outubro do NXT, Gargano foi revelado como aquele que atacou Black antes da luta original no TakeOver: Brooklyn 4, transformando o em vilão no processo. Na semana seguinte, um combate entre os dois foi marcado para o evento.
No episódio de 31 de outubro do NXT, Adam Cole e Bobby Fish do The Undisputed Era foram progamados para enfrentar War Raiders no evento principal, mas foram atacados por War Raiders durante sua promo e a ação se espalhou pelo pátio do Full Sail Live. Quando o Undisputed Era dominava os War Raiders, Ricochet entrou na briga para ajudar. The Undisputed Era novamente teve a vantagem sobre os três no momento em que a ação se espalhou de volta para a arena quando Pete Dunne entrou para igualar o confronto. Neste ponto, o Gerente Geral do NXT William Regal, apareceu e declarou que os dois lados se enfrentariam em uma luta WarGames no evento de mesmo nome.
No WWE Evolution, Shayna Baszler conquistou o NXT Women's Championship de volta de Kairi Sane, se tornando a primeira a conquistar o título por duas ocasiões. Em 7 de novembro de 2018 no episódio do NXT, como Kairi Sane invocou sua cláusula de revanche, uma luta de duas quedas entre as duas pelo título foi marcada para o TakeOver.

## Resultados
| Nº                                          | Resultados | Estipulações                                      | Tempo |
| ------------------------------------------- | --- | ------------------------------------------------- | ----- |
| 1                                           | Matt Riddle derrotou Kassius Ohno | Luta individual                                   | 0:07  |
| 2                                           | Shayna Baszler (c) derrotou Kairi Sane 2-1                                                                                                | Luta de duas quedas pelo NXT Women's Championship | 10:55 |
| 3                                           | Aleister Black derrotou Johnny Gargano | Luta individual                                   | 18:10 |
| 4                                           | Tommaso Ciampa (c) derrotou Velveteen Dream                                                                                               | Luta individual pelo NXT Championship             | 22:25 |
| 5                                           | Pete Dunne, Ricochet e War Raiders (Hanson e Rowe) derrotaram The Undisputed Era (Adam Cole, Bobby Fish, Kyle O'Reilly e Roderick Strong) | Luta WarGames                                     | 47:10 |
| (c) – Refere-se aos campeões antes da luta. | |                                                   |       |